# Llengua matis
El matis és una llengua pano parlada pels indígenes del Brasil matis, que viuen a la terra indígena de la Vall del Yavarí, a l'estat de l'Amazones (Brasil), vora la frontera entre el Brasil i el Perú. Segons el cens demogràfic del 2010, realitzat per l'IBGE, hi havia 1.013 persones matis, de les quals 846 parlen l'idioma. Segons dades de Siasi / Sesai (SIASI: Sistema d’informació per a l’atenció a la salut dels indígenes; SESAI: Secretaria especial per a la salut dels indígenes), el 2014 hi havia 457 indígenes matis.

## Situació sociolingüística
Els matis van ser contactats a finals dels anys setanta. Des de fa molts anys no se n’estudia. El primer investigador que va fer treball acadèmic sobre aquest grup va ser Philippe Erikson, antropòleg de la Université de Paris X - Nanterre, la investigació de la qual va donar lloc a una tesi doctoral: “Les Matis d’Amazonie. Parure du corps, identié ethique et organisation sociale”, defensat el 1990. També ha publicat diversos articles sobre pintura corporal, caça i rituals del grup.
Els matis va patir molt després del seu contacte amb la societat nacional. Segons les dades presentades pel CEDI (1981, 1982), els Matis no eren més de 83 individus a 1983. Aleshores van contactar amb la FUNAI. Durant aquests 25 anys, el grup va poder reprendre el seu creixement demogràfic i actualment són 262 persones. Els rituals que no havien pogut realitzar es van reprendre amb gran vigor.

## Assimilació cultural
Des del seu contacte amb els no-amerindis, els matis han passat per una sèrie de transformacions, inclosa la pèrdua del xamanisme. Van adquirir materials dels occidentals i actualment aprenen portuguès. El grup ha estat cobrant FUNAI per als professors de la escola. La alfabetització s'ha fet només en portuguès, però això no vol dir que els nens no parlen matis, perquè tots són monolingües. A causa del contacte que han tingut amb persones no indígenes (que són la font del comerç), amb FUNAI (que és un interlocutor entre ells i els no indígenes) i amb ONGs (que són els interlocutors polítics), els matis van decidir que aprendre portuguès seria la millor manera d'aconseguir prestigi dins de la societat nacional.

## Fonologia

### Consonants
| Ponto→ Modo↓ | Bilabial | Alveolar | Pós-alveolar | Retroflexa | Palatal | Velar |
| ------------ | -------- | -------- | ------------ | ---------- | ------- | ----- |
| Oclusiva     | p b      | t d      |              |            |         | k     |
| Nasal        | m        | n        |              |            |         |       |
| Fricativa    |          | s        | ʃ            | ʂ          |         |       |
| Africada     |          | ts       | tʃ           | tʂ         |         |       |
| Aproximant   | w*       |          |              |            | j*      |       |

Nota: els fonemes /w/ e /j/ són considerats realitzacions fonètiques de les vocals /u/ e /i/, respectivament.

#### Vocals
|             | Anterior | Central | Posterior |
| ----------- | -------- | ------- | --------- |
| Tancada     | i        | ɨ       | u         |
| Semitancada | e        |         | o         |
| Oberta      |          | a       |           |